# Gagea pauciflora
Gagea pauciflora là một loài thực vật có hoa trong họ Liliaceae. Loài này được (Turcz. ex Trautv.) Turcz. ex Ledeb. miêu tả khoa học đầu tiên năm 1854.